# Bevrijding van Steenbergen en Welberg
De bevrijding van Steenbergen en Welberg was een serie gevechten in en rond Steenbergen en Welberg van 31 oktober tot 4 november 1944 ten tijde van de Tweede Wereldoorlog.

## Achtergrond
Op 20 oktober 1944 viel de 4e Canadese Pantserdivisie vanuit Antwerpen de Belgische grensplaats Essen aan. De aanval was een onderdeel van de grotere strategie van de Britse veldmaarschalk Montgomery, die als doel had om de Duitse troepen die zich aan de zuidzijde van de Maas bevonden in te sluiten en te vernietigen.
De Duitse troepen in Essen verzetten zich kort, maar gaven zich tijdens een nachtaanval in groten getale over. De verdere opmars werd echter vertraagd door een mijnenveld tussen Essen en het 12 km noordelijker gelegen Bergen op Zoom en hevig Duits verzet in en om Wouwse Plantage. Het kostte de geallieerden drie dagen om de rand van Bergen op Zoom te bereiken, waarna de grotendeels door de Wehrmacht verlaten stad spoedig werd ingenomen. Het grootste deel van Bergen op Zoom tot en met de Zuidzijde Zoom werd zonder gevechten ingenomen. De oversteek naar de Noordzijde Zoom kostte echter de nodige slachtoffers.
De 2e Canadese infanteriedivisie, met als doelen de inname van Woensdrecht, Bergen op Zoom en Steenbergen, vormde hierbij de linkerflank, gesteund door de Britse 49e Infanteriedivisie (doelen: Roosendaal en Willemstad), de Amerikaanse 104e Timberwolf Infanteriedivisie (doelen: Zundert en Moerdijk) en de Poolse 1e Pantserdivisie belast met de bevrijding van Breda en de doorstoot naar de Biesbosch.
De verwachting dat de Duitsers zich snel terug zouden trekken tot achter de Maas bleek niet te kloppen. Zij wilden namelijk juist Brabant en Zeeland in handen houden om de geallieerden zo het gebruik van de haven van Antwerpen te kunnen ontzeggen. Het Duitse hoofdfront lag dan ook bij Hoogerheide en Woensdrecht. Na het verlies van Hoogerheide en Woensdrecht moesten de Duitsers wel terugtrekken, enerzijds naar Zuid-Beveland, anderzijds naar Bergen op Zoom en Steenbergen. Het verzet bij Steenbergen was echter niet meer dan een wanhoopsdaad om tijd te winnen voor de evacuatie van Duitse troepen uit Zeeland.
Onder de Steenbergse en Welbergse bevolking heerste een gespannen en angstige sfeer. Op 19 september was hier het vliegtuig van de Britse oorlogsheld Guy Gibson neergestort terwijl op 30 oktober de Sint-Gummaruskerk werd opgeblazen. Tijdens de gevechten werd de van verzetsdaden verdachte kapelaan Harry Kock doodgeslagen door Duitse soldaten.

## Verloop
In de nacht van 31 oktober bereikten de eerste Canadese troepen de polders rond Steenbergen en Welberg. De Canadese legerleiding ging ervan uit dat het Duitse leger nu volledig op de terugtocht was en dat zij bezig waren met een achterhoedegevecht. De aanwezige Duitse eenheden (ongeveer 500 man, onder meer restanten van de Kampfgruppe Chill, het 6e Fallschirmjäger-regiment en de Training und Ersatz Hermann Göring Regiment nr. 1) hadden zich echter ingegraven en versterking ontvangen van onder meer pantservoertuigen.
De eerste aanval van het Canadese Algonquin Regiment (om 19.00 uur) op Steenbergen, waarbij twee infanteriecompagnieën gelijktijdig optrokken naar Welberg en de buurtschap De Bocht, eindigde rampzalig toen Duitse gevechtsgroepen een tegenaanval inzetten ondersteund door gemechaniseerd geschut en de Canadese aanval uiteensloegen.
De Canadezen trokken zich terug en groeven zich nu in rondom Steenbergen en Welberg. Het dorp Welberg werd beschouwd als het zwaartepunt van de Duitse verdediging. De geallieerde bevelhebber besloot tot de inzet van artillerie en een luchtaanval. In de nacht van 2 november vielen de Canadezen voor een tweede maal aan. Zowel Steenbergen als Welberg waren kort hiervoor beschoten met granaten, waarna Welberg ook nog een raketaanval van een eskader Hawker Typhoons te verduren kreeg, zodat beide plaatsen in vuur en vlam stonden tijdens de infanteriebestorming.
De gevechten in en rond Welberg gingen door tot in de ochtend. Vanuit enkele omliggende schuren bestookten Duitse pantservoertuigen de Canadese troepen in Welberg. Deze reageerden hierop door hun M10 Wolverine tankjagers in te zetten om het Duitse geschut te vernietigen. Dit lukte uiteindelijk waarna de resterende Duitse troepen zich terugtrokken naar het direct aangelegen Steenbergen en van daaruit Welberg met artillerie gingen beschieten. Veel slachtoffers vielen door de artilleriebeschietingen van zowel Duitse als Canadese zijde.
Het Canadese voornemen om direct na de inname van Welberg door te stoten naar Steenbergen lukte echter niet omdat het hergroeperen van de 10e brigade wat tijd kostte. De Canadese troepen gingen uiteindelijk rond 7 uur in de aanval richting Steenbergen. Enkele uren later was Steenbergen bevrijd, de Duitsers hadden de stad 's nachts ontruimd en waren naar het noorden getrokken. Bij de bevrijding van Steenbergen vielen aan Canadese zijde slechts twee slachtoffers, beiden door het vuur van een sluipschutter. De Canadese troepen trokken vervolgens door naar Dinteloord waar zij contact maakten met de Britse 49e Infanteriedivisie.

## Slachtoffers en herdenking
Tijdens de gevechten sneuvelden 57 Canadezen en raakten er 130 gewond. 23 Duitsers kwamen om alsmede een dertigtal Welbergers.
Verschillende Canadese soldaten werden onderscheiden voor hun acties tijdens de gevechten, onder wie:
- Majoor Edward (Ned) Amy, die de aanval op Welberg leidde, ontving een D.S.O..[2]
- Luitenant H.C. Hooke ontving de Military Cross.

Jaarlijks worden de slachtoffers en gesneuvelden van de slag herdacht. Dat gebeurt niet alleen tijdens de dodenherdenking op 4 mei. Bij het Welbergse bevrijdingsmonument aan de Canadezenweg aldaar worden jaarlijks op de eerste zondag van november de slachtoffers herdacht. Daarbij wordt ook steeds de klok van dat monument in nagedachtenis geluid. Die herdenking op Welberg is steeds de laatste in het kader van de jaarlijkse Slag om de Schelde herdenkingen in West-Brabant.